# ومورو
ومورو (به انگلیسی: Vemuru) یک روستا در هند است که در آندرا پرادش واقع شده‌است.

## خصوصیات
ومورو ۹٬۷۹۶ نفر جمعیت دارد.